# Medientheorie
Als Medientheorie werden spezifische oder generalisierte Forschungsansätze verstanden, die das Wesen und die Wirkungsweise von Einzelmedien oder der Massenmedien generell zu erklären versuchen. Es werden darin häufig Rückbezüge genommen auf die Kommunikations- und die Informationstheorie. Die Weiterentwicklung der Medientheorie steht zuletzt im Zusammenhang mit einem verstärkten Interesse für die politischen Aspekte der Medien, die nicht nur für das intellektuelle oder ästhetische Spiel, sondern auch für den Ernst der politischen Lage stehen.
Die Medientheorie ist neben der Medienanalyse und der Mediengeschichte eines der drei zentralen Arbeitsfelder der Medienwissenschaft.

## Allgemeines
Eine einheitliche Medientheorie existiert nicht. Bislang ist es nicht gelungen, eine Kategorisierung nach technischen Medienbegriffen mit einer sinnvollen und stimmigen Definition von Medium bzw. Medien in Einklang zu bringen. Zudem gehen verschiedene wissenschaftliche Disziplinen unterschiedlich an das Thema heran. So können einige Medientheorien eher als Philosophien der Medien (Medienphilosophie) betrachtet werden, andere sind soziologische Theorien. Geisteswissenschaftliche und sozialwissenschaftliche Medienwissenschaft verfolgen zudem unterschiedliche Erkenntnisinteressen.
In der Medienphilosophie nahestehenden Medienkritik verbindet sich Medientheorie mit der Kritik an den Folgen moderner Medien für Gesellschaft, Politik und Pädagogik. Dabei ist die neurophysiologisch begründete Richtung der Kritik (Manfred Spitzer) und die eher geisteswissenschaftlich oder kulturphilosophisch orientierte Richtung Neil Postmans und Giovanni Sartoris am einflussreichsten, aber auch umstrittensten.
Einen neuen medientheoretischen Ansatz unternimmt zuletzt Stavros Arabatzis (Medienpharmakologie). Darin werden Medien nicht bloß technisch-informatisch, symbolisch, ästhetisch, metaphorisch oder neurophysiologisch erklärt, sondern – im Anschluss an Derridas Platons Pharmazie – als heilende oder giftige Mittel (Wirkstoffe) pharmazeutisch-politisch, epidemiologisch sowie in ihrer gesellschaftlichen Wirkung genealogisch entfaltet.

## Systematik der Medientheorien
Es existieren verschiedene Ansätze zur Systematisierung vorhandener Medientheorien.

### Systematik nach Arabatzis
Stavros Arabatzis unterscheidet in seiner Rezension der Bücher von Leschke, Mersch, Debray und Agamben, in seinem Aufsatz Doxologien der Schaltungen sowie in seinem Buch Medienherrschaft, Medienresistenz und Medienanarchie. Archäologie der Medien und ihr neuer Gebrauch und zuletzt in seinem Aufsatz ›Sei vernetzt! Mediatisiere! Sei in Relation!‹.Über die verkürzten Medienmodelle der neuen Soziologie elf Kategorien von Medientheorien:
1. Medien-Ästhetik (Dieter Mersch)
2. Medien-Wissenschaft (Rainer Leschke)
3. Medien-Kultur (Régis Debray)
4. Medien-Theologie (Giorgio Agamben)
5. Medien-Mythologie (Marshall McLuhan, Vilém Flusser)
6. Medien-Ontologie (Jean Baudrillard)
7. Medien-Technomythologie (Friedrich Kittler)
8. Medien-Netzwerkmythologien (Lorenz Engell, Bernhard Siegert, Frank Hartmann)
9. Medien-Anthropologie (Günther Anders, Byung-Chul Han)
10. Medien-Eschatologie (Paul Virilio)
11. Medien-Soziologie (Armin Nassehi, Andreas Reckwitz)

Danach lassen sich folgende Aspekte der Medien und Medientheorien nach Stavros Arabatzis unterscheiden:
I. Medien und Medientheorien behandeln zwei wesentliche Aspekte: die Modernität der neuen Medien und ihre Archäologie. Eine archäologische Erbschaft der Medien, die in ihrem Dazwischen als eine historisch-gesellschaftliche, mythische, ontotheologische Spur (als Anfang und Herrschaft) vergraben liegt.
II. Diese Medienspur führt auf den imperativen Charakter der neuen Medien zurück. Er zeigt sich bereits im engeren Bereich der Sprache, wie sie einmal Aristoteles in apophantische (Logos, Argument, Rationalität, Wahrheit etc.) und nicht-apophantische (Erzählung, Wunsch, Gefühl, Drohung, Zorn, Frage etc.) unterschieden hat, geht aber weit über die „Sprache“ (logos) als Medium hinaus und umfasst alle Medien – in ihrer Vermittlung und Unmittelbarkeit. Das heißt, sie beschreiben die zwei Seiten desselben Mediendispositivs: die vermittelte, objektive Seite der Medien und ihre unmittelbare, subjektive Seite. Hierbei wird die freie, abstammungsfreie Netzkultur des weltweit agierenden Gesamtakteurs als ein monarchisches Mediendispositiv (Globalität, Unruhe, Weltmarkt, Kapitale, Aufmerksamkeit, Ausstellungswert, Zivilisation etc.) entziffert, das darin immer zugleich von den mythischen Mediendispositiven (Abstammungen, Nationen, Ethnien, Wurzel, Heimat, Region, A-Kapitale etc.) polyarchisch umrahmt wird.
III. Entsprechend werden Medientheorien in den jeweiligen Kategorien eingeordnet, wobei diese Kategorisierung nicht statisch zu verstehen ist, weil ja darin auch die Dynamik der Medien wirkt. Andererseits wird hier aber darauf hingewiesen, dass Medien in ihrer Dynamik ihrerseits eines statischen Moments bedürfen, wollen sie in ihrer Praxis und Theorie nicht blind und leer bleiben. In der Kritik dieser Medienreflexion werden daher zwei Elemente diagnostiziert: die progressiven Energien der Medien und darin zugleich das Wirken der uralten Medien. Daher können diese Medienreflexionen nur dann überzeugen, wenn hier zwei Gesichtspunkte berücksichtigt werden: 1. Zu den wirklich neuen Medien gelangt man nur von einer Archäologie der Medien aus. 2. Das intendierte, wahrhaft neue, an-archische Medium (ohne Herrschaft) ist so radikal anders, dass zuerst alle machtvollen (archischen) Medienmaschinen deaktiviert werden müssen, will das Medium einmal auch heilsam wirken.
IV. Die Modernität der Medien verweist auf die Genealogie der Medien: von ihrem magisch-mythischen und kultischen bis hin zu den profanen Medien. Hierbei werden die Begriffe Natur und Kultur in ihrer Dialektik entziffert. Ebenso wird der Dualismus von Zahl und Musik, von Logos und Mythos in seiner ganzen Problematik entfaltet. Ausgangspunkt ist hier vor allem die Klärung der Frage: Was sind Mythos, Kult und Religion überhaupt? Die Antwort lautet: Sie sind nichts anderes als der Versuch die Welt auf den Imperativ zu gründen. Beweise hierfür liefern uns Homer in der Ilias (Mythos) und die biblischen Texte (Theologie) – so fängt etwa die Ilias mit dem Imperativ an: „Menin aide, thea“ (Singe, o Göttin, den Zorn), und ebenso die biblischen Texte: „Und Gott sprach“. Diese imperative Herrschaft der Medien reicht dann bis in unsere Zeit hinein. Es handelt sich um ein von der historisch-gesellschaftlichen, mythischen, kulturellen und theologischen Bühne (Geschichte, Prozess, Dialektik, Sein, Werden, Geschehen, Pseudokritik) verdecktes „Heeresgerät“ (Kittler), das heute im Dienste der neuen Imperative steht: ‚Sei!, Werde!, Zähle!, Erzähle!, Singe!, Schreibe!, Spreche!, Genieße!, Wolle!, Wünsche!, Konsumiere!, Kaufe!, Optimiere!, Musiziere!, Gestalte!, Sorge um dich!, Habt Spaß!, Errege Aufmerksamkeit!, Kommuniziere! Oder als kollektiver Narzissmus: Seid unabhängig!, Grenzt euch ab!, Schließt euch in der eigenen Identität ab!, Setzt das Wir gegen Sie!‘ etc. Damit erfüllen alle Medien in ihrer historischen Entwicklung, Dynamik, Ausdifferenzierung und Transformation von Beginn an (archē) eine desubjektivierende Funktion: das Bündnis zwischen Kapitale und A-Kapitale. Eine, die noch im negativ-dialektischen, „daß es anders werden solle“ (Adorno), im „Denkt in Systemen!“ (Luhmann), im „Kommuniziert!“ (Habermas), im fundamentalontologischen „anderen Anfang der Geschichte“ (Heidegger), im „Bildet Rhizome!“ (Deleuze) oder „Dekonstruiert!“ (Derrida) im Dienste jener alten medialen archē steht. Deswegen können wir nun den aufklärerischen und pädagogischen Kantischen Imperativ „Man muss wollen können“ heute in ‚Du muss wollen können!‘ umformulieren, was dann sowohl das Können als auch das Wollen (die Ströme des Begehrens) und die Phantasie des Menschen miteinschließt. Damit können wir auch das mythische und theologische Gründungsmedium (poiesis, téchnē, praxis, logos) neu reformulieren: Am Anfang (en archē) war nicht das Wort (logos) oder die „Tat“ (Goethe), sondern der ‚Imperativ der Medien‘.
V. Medien und Medientheorien beschreiben heißt zuletzt, den Ausgang aus den imperativen Medienvorrichtungen suchen. Jenseits der Komplementarität der beiden imperativen Medienmaschinen (global-vermittelte und örtlich-unmittelbare), die heute alle Medien konfisziert haben, wird hier auf die Notwendigkeit einer Deaktivierung der Medienmaschinen hingewiesen, die heute im Dienst der alten und neuen imperativen Mächte stehen. Die imperative Herrschaft hat freilich heute ihre Erscheinungsform geändert, indem sie inzwischen auch eine mikrophysische (invasive, subkutane, neuronale) und makrophysische (als Universalsubjekt oder nationales Subjekt) Gestalt annimmt – oder als monarchisches Prinzip (das seinerseits polyarchisch umrahmt wird) in sich selber einen antagonistischen metaphysischen Dualismus (Gott gegen Gott), eine „ewige Umkehr“ (Baudrillard) erzeugt. Jenseits des absoluten Medienintegrals (samt den relativen Medienintegralen) wird hier gezeigt, wie die Unmöglichkeit des Gebrauchs der Medien paradigmatisch wieder rückgängig gemacht werden kann, indem nämlich alle Medienvorrichtungen außer Kraft gesetzt werden, um die Medien auf ein Neues, Anderes und Gemeinsames umzulenken. Es sind zuletzt die dekontaminierten Medien, die damit eine neue Erfahrung des Worts und einen neuen Gebrauch aller Medien ermöglichen. Damit haben wir es in den Medien und Medientheorien mit drei Hauptkategorien zu tun: 1. Die imperativ-archischen Medien und Medientheorien. 2. Die gegenimperativen Medien und Medientheorien. 3. Die an-archischen Medien und Medientheorien.

### Systematik nach Faulstich/Faßler
Werner Faulstich unterscheidet beispielsweise vier Kategorien von Medientheorien:
1. Einzelmedientheorien: Film-, Hörfunk, Fernseh-, Theater-, Buch- und Brieftheorien.
  - Beispiele: Siegfried Kracauer: Filmtheorie; Radiotheorien von Bertolt Brecht, Rudolf Arnheim, Gerd Eckert und E. Kurt Fischer.
2. kommunikationstheoretische Medientheorien: Betrachtung von Medien als Teil eines Kommunikationsprozesses.
  - Beispiel: Gerhard Maletzke: Theorie vom „Feld“ der Massenkommunikation.
3. gesellschaftskritische Medientheorien: explizit kritischer Ansatz; Unterscheidung nach dem emanzipatorischen Gehalt der Medientheorie, siehe auch: emanzipatorische Medientheorien.
  - Beispiel: Dieter Prokop: Massenkommunikation im Kontext der kapitalistischen Gesellschaft.
4. systemtheoretische Medientheorien: Kommunikation als Teil oder Form des gesellschaftlichen Handelns.
  - Beispiel: Talcott Parsons: Geld und Macht als zentrale gesellschaftliche Interaktionsmedien.
  - Beispiel: Niklas Luhmann: symbolisch generalisierte Kommunikationsmedien.

Bei einem objektorientierten Ordnungsprinzip werden ebenfalls vier Gruppen von Einzelmedien unterschieden (nach Harry Pross):
- Primärmedien: ohne Einsatz von Technik;
- Sekundärmedien: Technikeinsatz bei der Produktion;
- Tertiärmedien: Technikeinsatz bei der Produktion und Rezeption;

Manfred Faßler erweitert dieses Modell in seinem Buch „Was ist Kommunikation?“ (1997) um
- Quartärmedien: Technikeinsatz bei der digitalen Distribution.

### Systematik nach Leschke
Folgende Ansätze lassen sich in einem Phasenmodell nach Rainer Leschke (2001) als Ordnungsmodelle unterscheiden:

#### Primäre Intermedialität
Ansätze der primären Intermedialität beschäftigen sich vor allem mit dem Verhältnis unterschiedlicher Medien zueinander (Medienvergleich); diese Ansätze entstehen meist, wenn eine neue Medientechnik entwickelt wird oder wenn ein Funktionswandel eintritt, beispielsweise beim Übergang zu den Massenmedien. Sie sind vortheoretisch und beschränken sich auf Einzelaussagen über ihre Untersuchungsgegenstände.
Beispiele:
- Vannevar Bush: As we may Think. In: The Atlantic Monthly. Juli 1945.
- J. C. R. Licklider, Robert W. Taylor: The Computer as a Communication Device. In: Science and Technology. April 1968, S. 21–41.

#### Sekundäre Intermedialität
→ Intermedialitätstheorien: sekundäre Intermedialität

#### Rationalisierte Praxis
Wenn sich ein neues Medium etabliert hat, setzt eine an der Praxis orientierte Reflexion ein; dabei werden schwerpunktmäßig nicht mehr Vergleiche mit anderen Medien angestellt, es tritt dagegen das betrachtete Einzelmedium und dessen spezifische Eigenschaften in den Mittelpunkt, beispielsweise die Montage bei Sergej Eisenstein. Diese medientheoretischen Ansätze der rationalisierten Praxis erheben nicht den Anspruch einer vollständigen Theorie des Mediums – sie sind ebenfalls vortheoretisch – und versuchen, relevante Teilbereiche zu systematisieren.
Beispiele
Brechts Radiotheorie:
- Bertolt Brecht: Radio – Eine vorsintflutliche Erfindung? In: derselbe: Gesammelte Werke in 20 Bänden. Band 18, Frankfurt am Main, S. 119–121.
- Bertolt Brecht: Vorschläge für den Intendanten des Rundfunks. In: derselbe: Gesammelte Werke in 20 Bänden. Band 18, Frankfurt am Main, S. 121–123.
- Bertolt Brecht: Der Rundfunk als Kommunikationsapparat. In: derselbe: Gesammelte Werke in 20 Bänden. Band 18, Frankfurt am Main, S. 127–134.
- Bertolt Brecht: Über Verwertungen. In: derselbe: Gesammelte Werke in 20 Bänden. Band 18, Frankfurt am Main, S. 123–124.
- Sergej M. Eisenstein: Montage der Attraktionen. Zur Inszenierung von A. N. Ostrovskijs „Eine Dummheit macht auch der Gescheiteste im Moskauer Proletkult“. In: Franz-Josef Albersmeier (Hrsg.): Texte zur Theorie des Films. Stuttgart 1990, S. 46–57.
- Howard Rheingold: Tools for Thought. 1986.
- Howard Rheingold: Virtuelle Gemeinschaft: Soziale Beziehungen im Zeitalter des Computers. Bonn / Paris / Reading (Massachusetts) u. a. 1994.
- Sherry Turkle: Leben im Netz. Identität in Zeiten des Internet. Reinbek bei Hamburg 1998.
- Dziga Vertov: Schriften zum Film. Hrsg. von W. Beilenhoff. München 1973.

#### Einzelmedienontologien
Einzelmedienontologien versuchen, das Wesen eines neuen Mediums, das sich bereits etabliert hat, zu bestimmen. Im Gegensatz zu anderen Ansätzen gehen sie dabei methodisch und systematisch vor; sie beschäftigen sich nicht mehr nur mit Details des Mediencharakters, sondern streben Allgemeingültigkeit in Bezug auf das Einzelmedium an. Einzelmedienontologien sind nur eingeschränkt auf andere Medien übertragbar.
Beispiele
- Rudolf Arnheim: Rundfunk als Hörkunst. München / Wien 1979.
- Rudolf Arnheim: Film als Kunst. Frankfurt am Main 1988.
- Béla Balázs: Der Geist des Films. Frankfurt am Main 1972.
- André Bazin: Was ist Kino? Bausteine zur Theorie des Films. Köln 1979.
- Gilles Deleuze: Das Bewegungs-Bild. Kino 1. Frankfurt am Main 1989.
- Gilles Deleuze: Das Zeit-Bild. Kino 2. Frankfurt am Main 1991.
- Werner Faulstich: Radiotheorie. Eine Studie zum Hörspiel The war of the worlds (1938) von Orson Welles. Tübingen 1981.
- Jochen Hörisch: Gott, Geld, Medien – Studien zu den Medien, die die Welt im Innersten zusammenhalten. (= edition suhrkamp. 2363). Frankfurt 2004; Eine Geschichte der Medien (= Taschenbuchausgabe von Der Sinn und die Sinne – Eine Geschichte der Medien. Frankfurt am Main 2001). (= Suhrkamp Taschenbuch. 3629). Frankfurt am Main 2004. (2. Auflage. 2006)
- Siegfried Kracauer: Theorie des Films. Die Errettung der äußeren Wirklichkeit. 2. Auflage. Frankfurt am Main 1993.

#### Generelle (generalisierende) Medientheorien
Generelle beziehungsweise generalisierende Medientheorien werden entwickelt, um mehrere Medien theoretisch zu erfassen; sie werden in der Regel unter Rückgriff auf die Modelle und Methoden anderer Wissenschaftsdisziplinen wie der Kultur- oder Sozialwissenschaften entworfen. Sie ersetzen die Einzelmedienontologien nicht, sondern ergänzen diese.
Beispiele
- Walter Benjamin: Das Kunstwerk im Zeitalter seiner technischen Reproduzierbarkeit. Drei Studien zur Kunstsoziologie. 11. Auflage. Frankfurt am Main 1979.
- Guy Debord: Die Gesellschaft des Spektakels. Berlin 1996.
- John Dewey: Kunst als Erfahrung. Frankfurt am Main 1988.
- Umberto Eco: Apokalyptiker und Integrierte. Zur kritischen Kritik der Massenkultur. Frankfurt am Main 1989.
- Hans Magnus Enzensberger: Baukasten zu einer Theorie der Medien. In: Kursbuch 20. 1980, S. 159–186, (Enzensbergers Medienbaukasten)
- Marshall McLuhan: The Gutenberg Galaxy – The Making of Typographic Man. University Press Toronto, 1962.
- Max Horkheimer, Theodor W. Adorno: Kulturindustrie. In: dieselben: Dialektik der Aufklärung. Philosophische Fragmente. Frankfurt am Main, S. 108–150.
- Klaus Merten, Siegfried J. Schmidt, Siegfried Weischenberg (Hrsg.): Die Wirklichkeit der Medien. Eine Einführung in die Kommunikationswissenschaft. Opladen 1994.
- Niklas Luhmann: Die Realität der Massenmedien. 2., erw. Auflage. Opladen 1996.
- Siegfried J. Schmidt: Kalte Faszination. Medien-Kultur – Wissenschaft in der Mediengesellschaft. Weilerswist 2000.
- Matthias Vogel: Medien der Vernunft. Frankfurt am Main 2001.
- Lars C. Grabbe: Analytische Phänosemiose. Systematische Medientheorie zwischen Wahrnehmung, Technologie und Zeichen. Marburg 2021, ISBN 978-3-96317-208-3.

#### Generelle (generalisierende) Medienontologien
Generelle beziehungsweise generalisierende Medienontologien versuchen, über die Aussagen der generellen (beziehungsweise generalisierenden) Medientheorien hinauszugehen und allgemeingültige Aussagen über das Wesen und die Struktur von Medien an sich zu machen und eine Universaltheorie zu schaffen; mit diesem Allgemeinheitsanspruch schließen sie eine Koexistenz mit der generellen Medientheorie aus, sie sind inkompatibel zueinander. Außerdem lösen sich generelle Medienontologien von benachbarten Wissenschaftsdisziplinen und stellen eigenständige medientheoretische Paradigmen auf.
- Jean Baudrillard: Requiem für die Medien. (1972). In: Derselbe: Kool Killer oder der Aufstand der Zeichen. Berlin 1978.
- Vilém Flusser: Lob der Oberflächlichkeit. Für eine Phänomenologie der Medien. Vilém Flusser Schriften Band 1. Stefan Bollmann, Edith Flusser (Hrsg.), 2., durchgesehene Auflage. Mannheim 1995.
- Vilém Flusser: Kommunikologie. Schriften Band 4. Stefan Bollmann, Edith Flusser (Hrsg.). Mannheim 1996.
- Marshall McLuhan: Die magischen Kanäle. Understanding Media. Düsseldorf / Wien / New York / Moskau 1992.
- Marshall McLuhan: The Gutenberg Galaxy. Das Ende des Buchzeitalters. Bonn/Paris/Reading, Massachusetts u. a. 1995; siehe auch: Gutenberg-Galaxis.
- Walter Seitter: Physik der Medien. Materialien, Apparate, Präsentierungen. VDG Geisteswissenschaften, Weimar 2002, ISBN 3-89739-301-8.
- Paul Virilio: Krieg und Kino. Logistik der Wahrnehmung. München / Wien 1986.
- Paul Virilio: Der negative Horizont. Bewegung – Geschwindigkeit – Beschleunigung. München / Wien 1989.

#### Intermedialitätstheorien: sekundäre Intermedialität
Die Ansätze der sekundären Intermedialität versuchen, Intermedialität zu verallgemeinern und eine generelle Medientheorie zu schaffen; sie bestimmen das Wesen von Medien aus der gegenseitigen Beeinflussung der Medien zueinander. Sie bilden somit eine spezielle Variante der generellen Medienontologie.
- Thomas Eicher, Ulf Bleckmann (Hrsg.): Intermedialität. Vom Bild zum Text. Bielefeld 1994.
- Jürgen E. Müller: Intermedialität. 1996.
- Karl Prümm: Intermedialität und Multimedialität. Eine Skizze medienwissenschaftlicher Forschungsfelder. In: Rainer Bohn, Eggo Müller; Rainer Ruppert (Hrsg.): Ansichten einer künftigen Medienwissenschaft. Berlin 1988.

### Systematik nach Liebrand/Schneider/Bohnenkamp/Frahm
Liebrand/Schneider/Bohnenkamp/Frahm suchen nicht nach einem einheitlichen Medienbegriff, weil dieser ihrer Meinung nach überflüssig und aus kulturwissenschaftlicher Perspektive zu vermeiden ist. Sie untersuchen vielmehr, wann und unter welchen Bedingungen etwas zu einem Medium wird. Von daher unterscheiden sie in ihrer Einführung vier Perspektiven der Medientheorie, die mit vier Kernbegriffen zusammenhängen:
- Zeichen (semiotische Medientheorien) – hier werden Theorien zusammengestellt, die sich mit der Zeichenhaftigkeit von Sprache bzw. Kultur insgesamt auseinandersetzen.
- Technik (anthropologische und technikzentrierte Medientheorien) – diese Rubrik fasst Theorien zusammen, die auf die „körperliche“ Interaktion von Mensch und Technik abstellen, wobei anthropologische Theorien ihren Ausgangspunkt vom Menschen, technikzentrierte Theorien von der Technik haben.
- Gesellschaft (gesellschaftsorientierte Medientheorien) – an dieser Stelle werden Theorien genannt, die nicht nur die Beziehung von Medien und einzelne Menschen, sondern die gegenseitige Formierung von Medien und Gesellschaft in den Blick nehmen.
- System (systemtheoretische Medientheorien) – eine besondere Stellung nehmen systemtheoretische Medientheorien ein, die auf kybernetischen und konstruktivistischen Annahmen basieren.

### Lexika
- Dieter Prokop: Gegen Medien-Lügen. Das neue Kulturindustrie-Lexikon. VSA Verlag, Hamburg 2004, ISBN 3-89965-080-8.
- Helmut Schanze, Susanne Pütz: Metzler Lexikon Medientheorie, Medienwissenschaft: Ansätze – Personen – Grundbegriffe. Metzler, Stuttgart u. a. 2002, ISBN 3-476-01761-3.
- Leon Tsvasman (2006): Das große Lexikon Medien und Kommunikation. Ergon, Würzburg 2006, ISBN 978-3-89913-515-2.

### Textsammlungen
- Claus Pias, Joseph Vogl u. a.: Kursbuch Medienkultur. Deutsche Verlags-Anstalt, Stuttgart 1999, ISBN 3-421-05310-3.
- Günter Helmes, Werner Köster: Texte zur Medientheorie. Reclam, Ditzingen 2002, ISBN 3-15-018239-5.
- Detlev Schöttker (Hrsg.): Von der Stimme zum Internet : Texte aus der Geschichte der Medienanalyse. Vandenhoeck & Ruprecht, Göttingen 1999. (UTB für Wissenschaft: Uni-Taschenbücher; 2109), ISBN 3-8252-2109-1 (UTB), ISBN 3-525-03213-7 (Vandenhoeck & Ruprecht).

### Übersichtsdarstellungen
- Andreas Ströhl: Medientheorien kompakt. UTB, 2014, ISBN 978-3-8252-4123-0.
- Daniela Kloock, Angela Spahr: Medientheorie, eine Einführung. 4. aktualisierte Auflage. UTB, 2012, ISBN 978-3-8252-3698-4.
- Wolfgang Bock: Bild, Schrift, Cyberspace. Grundkurs Medienwissen. Aisthesis, Bielefeld 2002, ISBN 3-89528-349-5.
- Wolfgang Bock:  Bild – Schrift – Cyberspace. Medienpassagen. Der Film im Übergang in eine neue Medienkonstallation. Aisthesis, Bielefeld 2006, ISBN 3-89528-577-3.
- Stefanie Panke: Medientheorien – ein Beitrag zum medienbasierten Lernen. In: Sandra Schön, Martin Ebner (Hrsg.) Lehrbuch für Lernen und Lehren mit Technologien. 2011
- Alexander Roesler, Bernd Stiegler (Hrsg.): Grundbegriffe der Medientheorie. Fink, Paderborn 2005, ISBN 3-8252-2680-8.
- Sven Grampp, Jörg Seifert: Die Ordnungen der Medientheorien. Eine Einführung in die Einführungsliteratur. In: literaturkritik.de
- Manfred Faßler, Wulf R. Halbach (Hrsg.): Geschichte der Medien. UTB, 1998, ISBN 3-8252-1984-4.
- Manfred Faßler: Erdachte Welten. Die mediale Evolution globaler Kulturen. Edition Transfer bei Springer, Wien/New York 2005, ISBN 3-211-23826-3.
- Werner Faulstich: Grundwissen Medien. Fink, München 1994, ISBN 3-7705-2918-9.
- Werner Faulstich: Einführung in die Medienwissenschaft. UTB, 2003, ISBN 3-8252-2407-4.
- Frank Hartmann: Medien und Kommunikation. UTB Profile, 2008, ISBN 978-3-8252-3014-2.
- Knut Hickethier: Einführung in die Medienwissenschaft. Metzler, 2003, ISBN 3-476-01882-2.
- Dietrich Kerlen: Einführung in die Medienkunde. Reclam, Ditzingen 2003, ISBN 3-15-017637-9.
- Rainer Leschke: Einführung in die Medientheorie. UTB, 2003, ISBN 3-8252-2386-8.
- Claudia Liebrand, Irmela Schneider, Björn Bohnenkamp, Laura Frahm (Hrsg.): Einführung in die Medienkulturwissenschaft. LIT, Münster 2005, ISBN 3-8258-9142-9.
- Stefan Weber: Theorien der Medien. UTB, 2003, ISBN 3-8252-2424-4.
- Michael Eckardt: Medientheorie vor der Medientheorie. Überlegungen im Anschluss an Georg Klaus. Trafo-Verlag, Berlin 2005, ISBN 3-89626-393-5.
- Dieter Mersch: Medientheorien zur Einführung. 2. Auflage. Junius, Hamburg 2009, ISBN 978-3-88506-618-7.
- Benjamin Pauwels: Kino Mensch Kybernetik – über das komplexe Wirkungsgefüge des Lichtspiels. VVB, Gießen 2006, ISBN 3-89687-289-3.
- Ulrich Dolata, Jan-Felix Schrape: Internet, Mobile Devices und die Transformation der Medien. Radikaler Wandel als schrittweise Rekonfiguration. Edition Sigma, Berlin 2012, ISBN 978-3-8360-3588-0.
- Marcus Burkhardt: Digitale Datenbanken : eine Medientheorie im Zeitalter von Big Data. transcript 2015.
- Gerhard Schweppenhäuser (Hrsg.): Handbuch der Medienphilosophie. Darmstadt: wbg Academic in Wissenschaftliche Buchgesellschaft, 2018, ISBN 978-3-534-26940-2.

### Medientheorie und Gesellschaftstheorie
- Guy Debord: Die Gesellschaft des Spektakels. Edition Tiamat, Berlin 1996.
- Niklas Luhmann: Die Realität der Massenmedien. VS Verlag für Sozialwissenschaften, 2004.
- Dieter Prokop: Ästhetik der Kulturindustrie. Tectum Verlag, Marburg 2009.
- Horst Völz: Information und Medienwissenschaft. Shaker Verlag, Düren 2020, ISBN 978-3-8440-7641-7.

### Geschichte des Medienbegriffs
- Stefan Hoffmann: Geschichte des Medienbegriffs (= Archiv für Begriffsgeschichte, Sonderheft). Hamburg 2002.
- Emmanuel Alloa: Das durchscheinende Bild. Konturen einer medialen Phänomenologie. diaphanes, Berlin/Zürich 2011, ISBN 978-3-03734-119-3.

### Videos
- Was ist ein Medium?